# Карасу (река, впадает в Каспийское море)
Карасу — река в Иране, в провинции Голестан. Течёт по Горганской равнине на запад. Впадает в Горганский залив в юго-восточной части Каспийского моря у одноимённой деревни. Длина — 160 км, площадь бассейна водостока 1762 км².
Исток расположен под горой Галех-Моран, большинство притоков стекают с гор Эльбурс. До высоты 1000 м бассейн покрыт лесами. Расход воды — 53-54,9 млн м³/год.
В долине реки расположены 68 деревень, половина населения которых, около 84 тысяч человек, подвержена риску наводнений. В то же время это одна из самых загрязненных рек, впадающих в Горганский залив.